# نتایج انتخابات برای منطقه رینگ وود
این لیستی از نتایج انتخابات منطقه انتخاباتی رینگ وود در انتخابات ایالت ویکتوریا استرالیا است.

## اعضاء رینگ وود
| اول (۱۹۵۸–۱۹۹۲) | اول (۱۹۵۸–۱۹۹۲) | اول (۱۹۵۸–۱۹۹۲) |
| عضو             | مهمانی - جشن    | مدت، اصطلاح     |
| --------------- | --------------- | --------------- |
| جیم مانسون      | لیبرال          | ۱۹۵۸–۱۹۷۳       |
| نورمن لسی       | لیبرال          | ۱۹۷۳–۱۹۷۶       |
| پیتر مک آرتور   | لیبرال          | ۱۹۷۶–۱۹۸۲       |
| کی ستچ          | کار یدی         | ۱۹۸۲–۱۹۹۲       |

| دوم (۲۰۱۴میلادی تا کنون) | دوم (۲۰۱۴میلادی تا کنون) | دوم (۲۰۱۴میلادی تا کنون) |
| عضو                      | مهمانی - جشن             | مدت، اصطلاح              |
| ------------------------ | ------------------------ | ------------------------ |
| دی ریال                  | لیبرال                   | ۲۰۱۴–۲۰۱۸                |
| داستین هالس              | کار یدی                  | ۲۰۱۸ –حال حاضر           |

## نتایج انتخابات
| مهمانی - جشن         | مهمانی - جشن          | نامزد                 | رای       | %     | ±%    |
| -------------------- | --------------------- | --------------------- | --------- | ----- | ----- |
|                      | لیبرال                | دی ریال               | ۱۵٬۸۸۳    | ۴۴٫۲۱ | −۳٫۹۰ |
|                      | کار یدی               | داستین هالس           | ۱۵٬۱۲۱    | ۴۲٫۰۸ | +۹٫۶۰ |
|                      | سبزها                 | رابرت همفری           | ۴٬۹۲۶     | ۱۳٫۷۱ | +۲٫۹۵ |
| کل آرا رسمی          | کل آرا رسمی           | کل آرا رسمی           | ۳۵٬۹۳۰    | ۹۴٫۸۳ | −۰٫۸۳ |
| آرا غیررسمی          | آرا غیررسمی           | آرا غیررسمی           | ۱٬۹۵۸     | ۵٫۱۷  | +۰٫۸۳ |
| میزان مشارکت         | میزان مشارکت          | میزان مشارکت          | ۳۷٬۸۸۸    | ۹۱٫۷۴ | −۲٫۰۳ |
| نتیجه ترجیحی دو طرفه |                       |                       |           |       |       |
|                      | کار یدی               | داستین هالس           | ۱۸٬۹۷۸    | ۵۲٫۸۲ | +۷٫۸۹ |
|                      | لیبرال                | دی ریال               | ۱۶٬۹۵۲    | ۴۷٫۱۸ | −۷٫۸۹ |
|                      | سود کارگران از لیبرال | سود کارگران از لیبرال | تاب خوردن | +۷٫۸۹ |       |

| مهمانی - جشن         | مهمانی - جشن       | نامزد         | رای       | %    | ±%   |
| -------------------- | ------------------ | ------------- | --------- | ---- | ---- |
|                      | لیبرال             | دی ریال       | ۱۷٬۴۴۰    | ۴۸٫۱ | −۱٫۶ |
|                      | کار یدی            | تونی کلارک    | ۱۱٬۷۷۷    | ۳۲٫۵ | +۰٫۷ |
|                      | سبزها              | برندان پاول   | ۳٬۹۰۳     | ۱۰٫۸ | −۱٫۱ |
|                      | مستقل              | مایکل چالینگر | ۱٬۴۴۰     | ۴٫۰  | +۴٫۰ |
|                      | مسیحیان            | کارن دابی     | ۱٬۱۳۱     | ۳٫۱  | +۳٫۱ |
|                      | مردم قدرت ویکتوریا | استیو راسکووی | ۲۸۷       | ۰٫۸  | +۰٫۸ |
|                      | اتحاد کشور         | برایان دانگی  | ۲۷۹       | ۰٫۸  | +۰٫۸ |
| کل آرا رسمی          | کل آرا رسمی        | کل آرا رسمی   | ۳۶٬۲۵۷    | ۹۵٫۷ | −۰٫۶ |
| آرا غیررسمی          | آرا غیررسمی        | آرا غیررسمی   | ۱٬۶۴۳     | ۴٫۳  | +۰٫۶ |
| میزان مشارکت         | میزان مشارکت       | میزان مشارکت  | ۳۷٬۹۰۰    | ۹۳٫۸ | −۱٫۱ |
| نتیجه ترجیحی دو طرفه |                    |               |           |      |      |
|                      | لیبرال             | دی ریال       | ۱۹٬۹۱۹    | ۵۵٫۱ | −۱٫۲ |
|                      | کار یدی            | تونی کلارک    | ۱۶٬۲۵۰    | ۴۴٫۹ | +۱٫۲ |
|                      | مهار لیبرال        | مهار لیبرال   | تاب خوردن | −۱٫۲ |      |

### انتخابات دهه ۱۹۸۰میلادی
| مهمانی - جشن         | مهمانی - جشن     | نامزد           | رای       | %    | ±%   |
| -------------------- | ---------------- | --------------- | --------- | ---- | ---- |
|                      | کار یدی          | کی ستچ          | ۱۳٬۲۰۳    | ۴۶٫۹ | -۵٫۸ |
|                      | لیبرال           | بروس کمفیلد     | ۱۲٬۳۸۳    | ۴۴٫۰ | -۳٫۳ |
|                      | دموکراتها        | سید اسپیندلر    | ۱٬۲۷۰     | ۴٫۵  | +۴٫۵ |
|                      | تماس با استرالیا | مارک آنسل       | ۷۸۳       | ۲٫۸  | +۲٫۸ |
|                      | مستقل            | جیمز کاکل       | ۵۱۵       | ۱٫۸  | +۱٫۸ |
| کل آرا رسمی          | کل آرا رسمی      | کل آرا رسمی     | ۲۸٬۱۵۴    | ۹۷٫۱ | -۰٫۸ |
| آرا غیررسمی          | آرا غیررسمی      | آرا غیررسمی     | ۸۴۲       | ۲٫۹  | +۰٫۸ |
| میزان مشارکت         | میزان مشارکت     | میزان مشارکت    | ۲۸٬۹۹۶    | ۹۲٫۹ | -۰٫۹ |
| نتیجه ترجیحی دو طرفه |                  |                 |           |      |      |
|                      | کار یدی          | کی ستچ          | ۱۴٬۳۵۸    | ۵۱٫۷ | -۱٫۰ |
|                      | لیبرال           | بروس کمفیلد     | ۱۳٬۶۰۶    | ۴۸٫۳ | +۱٫۰ |
|                      | نگه داشتن کارگر  | نگه داشتن کارگر | تاب خوردن | -۱٫۰ |      |

| مهمانی - جشن | مهمانی - جشن    | نامزد           | رای       | %    | ±%   |
| ------------ | --------------- | --------------- | --------- | ---- | ---- |
|              | کار یدی         | کی ستچ          | ۱۴٬۴۶۶    | ۵۲٫۷ | +۵٫۵ |
|              | لیبرال          | مایکل دابسون    | ۱۲٬۹۸۶    | ۴۷٫۳ | +۶٫۸ |
| کل آرا رسمی  | کل آرا رسمی     | کل آرا رسمی     | ۲۷٬۴۵۲    | ۹۷٫۹ |      |
| آرا غیررسمی  | آرا غیررسمی     | آرا غیررسمی     | ۵۹۳       | ۲٫۱  |      |
| میزان مشارکت | میزان مشارکت    | میزان مشارکت    | ۲۸٬۰۴۵    | ۹۳٫۹ |      |
|              | نگه داشتن کارگر | نگه داشتن کارگر | تاب خوردن | +۰٫۱ |      |

| مهمانی - جشن         | مهمانی - جشن          | نامزد                 | رای       | %    | ±%   |
| -------------------- | --------------------- | --------------------- | --------- | ---- | ---- |
|                      | کار یدی               | کی ستچ                | ۱۳٬۶۵۹    | ۴۶٫۳ | +۵٫۴ |
|                      | لیبرال                | پیتر مک آرتور         | ۱۲٬۱۲۳    | ۴۱٫۱ | -۶٫۷ |
|                      | دموکراتها             | مایکل ناردلا          | ۲٬۰۹۱     | ۷٫۱  | -۳٫۱ |
|                      | مستقل                 | رابین گاردینی         | ۶۹۴       | ۲٫۴  | +۲٫۴ |
|                      | کارگر دموکراتیک       | جان گرات              | ۶۵۵       | ۲٫۲  | +۲٫۲ |
|                      | مستقل                 | ویلفرید تیله          | ۲۷۱       | ۰٫۹  | +۰٫۹ |
| کل آرا رسمی          | کل آرا رسمی           | کل آرا رسمی           | ۲۹٬۴۹۳    | ۹۷٫۸ | +۰٫۲ |
| آرا غیررسمی          | آرا غیررسمی           | آرا غیررسمی           | ۶۶۹       | ۲٫۲  | -۰٫۲ |
| میزان مشارکت         | میزان مشارکت          | میزان مشارکت          | ۳۰٬۱۶۲    | ۹۴٫۵ | +۰٫۴ |
| نتیجه ترجیحی دو طرفه |                       |                       |           |      |      |
|                      | کار یدی               | کی ستچ                | ۱۵٬۳۶۰    | ۵۲٫۱ | +۶٫۲ |
|                      | لیبرال                | پیتر مک آرتور         | ۱۴٬۱۳۳    | ۴۷٫۹ | -۶٫۲ |
|                      | سود کارگران از لیبرال | سود کارگران از لیبرال | تاب خوردن | +۶٫۲ |      |

### انتخابات دهه ۱۹۷۰میلادی
| مهمانی - جشن         | مهمانی - جشن | نامزد         | رای       | %    | ±%    |
| -------------------- | ------------ | ------------- | --------- | ---- | ----- |
|                      | لیبرال       | پیتر مک آرتور | ۱۳٬۳۶۴    | ۴۷٫۸ | -۱۱٫۲ |
|                      | کار یدی      | رابرت والاس   | ۱۱٬۴۳۵    | ۴۰٫۹ | -۰٫۱  |
|                      | دموکراتها    | ماکس کاپون    | ۲٬۸۴۱     | ۱۰٫۲ | +۱۰٫۲ |
|                      | استرالیا     | ویلفید تیله   | ۳۳۲       | ۱٫۲  | +۱٫۲  |
| کل آرا رسمی          | کل آرا رسمی  | کل آرا رسمی   | ۲۷٬۹۷۲    | ۹۷٫۶ | +۰٫۱  |
| آرا غیررسمی          | آرا غیررسمی  | آرا غیررسمی   | ۶۸۳       | ۲٫۴  | -۰٫۱  |
| میزان مشارکت         | میزان مشارکت | میزان مشارکت  | ۲۸٬۶۵۵    | ۹۴٫۱ | +۰٫۹  |
| نتیجه ترجیحی دو طرفه |              |               |           |      |       |
|                      | لیبرال       | پیتر مک آرتور | ۱۵٬۱۴۱    | ۵۴٫۱ | -۴٫۹  |
|                      | کار یدی      | رابرت والاس   | ۱۲٬۸۳۱    | ۴۵٫۹ | +۴٫۹  |
|                      | مهار لیبرال  | مهار لیبرال   | تاب خوردن | -۴٫۹ |       |

| مهمانی - جشن | مهمانی - جشن | نامزد         | رای       | %    | ±%   |
| ------------ | ------------ | ------------- | --------- | ---- | ---- |
|              | لیبرال       | پیتر مک آرتور | ۱۵٬۲۸۸    | ۵۹٫۰ | +۹٫۷ |
|              | کار یدی      | رابرت والاس   | ۱۰٬۶۳۷    | ۴۱٫۰ | +۱٫۴ |
| کل آرا رسمی  | کل آرا رسمی  | کل آرا رسمی   | ۲۵٬۹۲۵    | ۹۷٫۵ |      |
| آرا غیررسمی  | آرا غیررسمی  | آرا غیررسمی   | ۶۷۳       | ۲٫۵  |      |
| میزان مشارکت | میزان مشارکت | میزان مشارکت  | ۲۶٬۵۹۸    | ۹۳٫۲ |      |
|              | مهار لیبرال  | مهار لیبرال   | تاب خوردن | +۲٫۴ |      |

| مهمانی - جشن         | مهمانی - جشن    | نامزد           | رای       | %    | ±%   |
| -------------------- | --------------- | --------------- | --------- | ---- | ---- |
|                      | لیبرال          | نورمن لسی       | ۱۸٬۹۶۵    | ۵۱٫۰ | +۳٫۷ |
|                      | کار یدی         | پیتر فولر       | ۱۳٬۷۳۹    | ۳۶٫۹ | -۴٫۷ |
|                      | استرالیا        | دالسی بتونه     | ۲٬۶۴۹     | ۷٫۱  | +۷٫۱ |
|                      | کارگر دموکراتیک | آنتونیو دی سوزا | ۱٬۸۴۰     | ۵٫۰  | -۶٫۲ |
| کل آرا رسمی          | کل آرا رسمی     | کل آرا رسمی     | ۳۷٬۱۹۳    | ۹۸٫۲ | +۰٫۴ |
| آرا غیررسمی          | آرا غیررسمی     | آرا غیررسمی     | ۶۸۷       | ۱٫۸  | -۰٫۴ |
| میزان مشارکت         | میزان مشارکت    | میزان مشارکت    | ۳۷٬۸۸۰    | ۹۳٫۰ | -۲٫۲ |
| نتیجه ترجیحی دو طرفه |                 |                 |           |      |      |
|                      | لیبرال          | نورمن لسی       | ۲۱٬۵۸۹    | ۵۸٫۱ | +۱٫۳ |
|                      | کار یدی         | پیتر فولر       | ۱۵٬۶۰۴    | ۴۱٫۹ | -۱٫۳ |
|                      | مهار لیبرال     | مهار لیبرال     | تاب خوردن | +۱٫۳ |      |

| مهمانی - جشن         | مهمانی - جشن    | نامزد           | رای       | %    | ±%   |
| -------------------- | --------------- | --------------- | --------- | ---- | ---- |
|                      | لیبرال          | جیم مانسون      | ۱۳٬۸۴۸    | ۴۷٫۳ | -۳٫۱ |
|                      | کار یدی         | بئاتریس روزیندل | ۱۲٬۱۶۶    | ۴۱٫۶ | +۶٫۶ |
|                      | کارگر دموکراتیک | ادموند سابلوف   | ۳٬۲۶۸     | ۱۱٫۲ | -۳٫۴ |
| کل آرا رسمی          | کل آرا رسمی     | کل آرا رسمی     | ۲۹٬۲۸۲    | ۹۷٫۸ | +۰٫۲ |
| آرا غیررسمی          | آرا غیررسمی     | آرا غیررسمی     | ۶۶۶       | ۲٫۲  | -۰٫۲ |
| میزان مشارکت         | میزان مشارکت    | میزان مشارکت    | ۲۹٬۹۴۸    | ۹۵٫۲ | +۰٫۸ |
| نتیجه ترجیحی دو طرفه |                 |                 |           |      |      |
|                      | لیبرال          | جیم مانسون      | ۱۶٬۶۲۶    | ۵۶٫۸ | -۶٫۰ |
|                      | کار یدی         | بئاتریس روزیندل | ۱۲٬۶۵۶    | ۴۳٫۲ | +۶٫۰ |
|                      | مهار لیبرال     | مهار لیبرال     | تاب خوردن | -۶٫۰ |      |

### انتخابات دهه ۱۹۶۰میلادی
| مهمانی - جشن         | مهمانی - جشن    | نامزد        | رای       | %    | ±%   |
| -------------------- | --------------- | ------------ | --------- | ---- | ---- |
|                      | لیبرال          | جیم مانسون   | ۱۲٬۳۷۴    | ۵۰٫۳ | -۲٫۶ |
|                      | کار یدی         | نرما شیرین   | ۸٬۶۱۴     | ۳۵٫۰ | +۱٫۴ |
|                      | کارگر دموکراتیک | گریم مادیگان | ۳٬۵۸۶     | ۱۴٫۶ | +۱٫۱ |
| کل آرا رسمی          | کل آرا رسمی     | کل آرا رسمی  | ۲۴٬۵۷۴    | ۹۷٫۶ |      |
| آرا غیررسمی          | آرا غیررسمی     | آرا غیررسمی  | ۶۰۷       | ۲٫۴  |      |
| میزان مشارکت         | میزان مشارکت    | میزان مشارکت | ۲۵٬۱۸۱    | ۹۴٫۴ |      |
| نتیجه ترجیحی دو طرفه |                 |              |           |      |      |
|                      | لیبرال          | جیم مانسون   | ۱۵٬۴۲۱    | ۶۲٫۸ | -۱٫۷ |
|                      | کار یدی         | نرما شیرین   | ۹٬۱۵۳     | ۳۷٫۲ | +۱٫۷ |
|                      | مهار لیبرال     | مهار لیبرال  | تاب خوردن | -۱٫۷ |      |

| مهمانی - جشن         | مهمانی - جشن      | نامزد             | رای       | %    | ±%   |
| -------------------- | ----------------- | ----------------- | --------- | ---- | ---- |
|                      | لیبرال و کشور     | جیم مانسون        | ۱۹٬۳۵۰    | ۵۰٫۳ | +۲٫۷ |
|                      | کار یدی           | گراهام والش       | ۱۳٬۵۸۰    | ۳۵٫۳ | -۱٫۷ |
|                      | کارگر دموکراتیک   | کوین آدامسون      | ۵٬۵۱۲     | ۱۴٫۳ | -۱٫۱ |
| کل آرا رسمی          | کل آرا رسمی       | کل آرا رسمی       | ۳۸٬۴۴۲    | ۹۸٫۵ | +۰٫۱ |
| آرا غیررسمی          | آرا غیررسمی       | آرا غیررسمی       | ۵۷۶       | ۱٫۵  | -۰٫۱ |
| میزان مشارکت         | میزان مشارکت      | میزان مشارکت      | ۳۹٬۰۱۸    | ۹۵٫۲ | -۰٫۸ |
| نتیجه ترجیحی دو طرفه |                   |                   |           |      |      |
|                      | لیبرال و کشور     | جیم مانسون        | ۲۴٬۱۳۶    | ۶۲٫۵ | +۱٫۰ |
|                      | کار یدی           | گراهام والش       | ۱۴٬۳۰۶    | ۳۷٫۵ | -۱٫۰ |
|                      | لیبرال و کشور نگه | لیبرال و کشور نگه | تاب خوردن | +۱٫۰ |      |

| مهمانی - جشن         | مهمانی - جشن      | نامزد             | رای       | %    | ±%   |
| -------------------- | ----------------- | ----------------- | --------- | ---- | ---- |
|                      | لیبرال و کشور     | جیم مانسون        | ۱۵٬۸۸۲    | ۴۷٫۶ | -۲٫۰ |
|                      | کار یدی           | دیوید اولد        | ۱۲٬۳۴۶    | ۳۷٫۰ | -۲٫۳ |
|                      | کارگر دموکراتیک   | ویلیام جانسون     | ۵٬۱۳۴     | ۱۵٫۴ | +۴٫۳ |
| کل آرا رسمی          | کل آرا رسمی       | کل آرا رسمی       | ۳۳٬۳۶۲    | ۹۸٫۴ | -۰٫۳ |
| آرا غیررسمی          | آرا غیررسمی       | آرا غیررسمی       | ۵۴۸       | ۱٫۶  | +۰٫۳ |
| میزان مشارکت         | میزان مشارکت      | میزان مشارکت      | ۳۳٬۹۱۰    | ۹۶٫۰ | +۱٫۳ |
| نتیجه ترجیحی دو طرفه |                   |                   |           |      |      |
|                      | لیبرال و کشور     | جیم مانسون        | ۲۰٬۵۳۰    | ۶۱٫۵ | +۲٫۳ |
|                      | کار یدی           | دیوید اولد        | ۱۲٬۸۳۲    | ۳۸٫۵ | -۲٫۳ |
|                      | لیبرال و کشور نگه | لیبرال و کشور نگه | تاب خوردن | +۲٫۳ |      |

### انتخابات دهه ۱۹۵۰میلادی
| مهمانی - جشن         | مهمانی - جشن      | نامزد             | رای       | %    | ±% |
| -------------------- | ----------------- | ----------------- | --------- | ---- | -- |
|                      | لیبرال و کشور     | جیم مانسون        | ۱۳٬۰۲۱    | ۴۹٫۶ |    |
|                      | کار یدی           | ویلیام وبر        | ۱۰٬۳۱۶    | ۳۹٫۳ |    |
|                      | کارگر دموکراتیک   | بروس برن          | ۲٬۹۱۷     | ۱۱٫۱ |    |
| کل آرا رسمی          | کل آرا رسمی       | کل آرا رسمی       | ۲۶٬۲۴۴    | ۹۸٫۷ |    |
| آرا غیررسمی          | آرا غیررسمی       | آرا غیررسمی       | ۳۵۱       | ۱٫۳  |    |
| میزان مشارکت         | میزان مشارکت      | میزان مشارکت      | ۲۶٬۵۹۵    | ۹۴٫۷ |    |
| نتیجه ترجیحی دو طرفه |                   |                   |           |      |    |
|                      | لیبرال و کشور     | جیم مانسون        | ۱۵٬۵۵۱    | ۵۹٫۲ |    |
|                      | کار یدی           | ویلیام وبر        | ۱۰٬۷۰۳    | ۴۰٫۸ |    |
|                      | لیبرال و کشور نگه | لیبرال و کشور نگه | تاب خوردن |      |    |